# Чад
Чад (арап. تشاد [], фр. Tchad), званично Република Чад (арап. جمهورية تشاد [], фр. République du Tchad), је континентална држава у средишњој Африци. Граничи с Либијом на северу, Суданом на истоку, Централноафричком Републиком на југу, Камеруном на југозападу и Нигеријом и Нигером на западу.

## Историја
Прва позната цивилизација у овом подручју била је Сао цивилизација, коју је наследило Царство Канема. Снага овог царства произлазила је из контроле сахарских трговачких путева. У средњем веку Чад је било место састајања исламских трговаца и локалних сахелских племена. 1891. земља постаје Француска колонија. 1921. године Чад је прикључен колонији Француска Екваторијална Африка. После Другог светског рата Чад је добио статус француске прекоморске територије, а независност 1960. године.
Године 1965, избијају нереди у муслиманском, северном делу земље, који се претварају у грађански рат, који траје све до 1996, када се усваја устав, а председник Идрис Деби бива поново изабран.

## Географија

### Положај
Суседна земља на северу је Либија, на истоку се налази Судан, на југу Централноафричка Република, а на западу Нигер, Нигерија и Камерун. На граници са Камеруном се налази главни град Чада, Нџамена.
Дужина границе са Нигеријом је 87 km, са Либијом 1.055 km, Камеруном 1.094 km, са Нигером 1.175 km, са Централноафричком Републиком 1.197 km и са Суданом 1.360 km. Површина државе износи 1.284.000 km².

### Воде
Иако је већи део Чада смештен у Сахари, сама држава нема излаз на море, и тек 1.9% територије Чада чини вода. Чад има пар већих језера на југозападу од којих је највеће језеро Чад које је 2005 имало површину од око 1350 km², али површина језера се од 1963. смањује. На југу има и доста река као што су: Шари, Уам, Салмат и Логане.

### Клима
Чад нема приступ мору. Земља има четири климатске зоне: велика сува поља у централном Чаду, пустиња на северу, сува планинска област на северозападу и тропске низије на југу. Плитко језеро Чад је друго по величини језеро у Африци и налази се на западу земље.

## Привреда
Економија Чада је пољопривредно базирана, и није развијена. 80% становништва живи од уситњене приватне пољопривреде и сточарства.
Извоз се састоји углавном од памука и стоке. Један конзорцијум је почео 2000. године да гради нафтна поља у јужном делу земље, па се од 2004. године врши извоз нафте. Претпоставља се да Чад има резерве од отприлике 100 милијарди литара нафте.
Земља је донедавно била међу најсиромашнијима на свету, делом и због дуготрајног грађанског рата етничко-верских фракција (на северу је главна религија ислам, а на југу хришћанство и анимизам, иако су се међусобно сукобљавале и поједине северне фракције). У 2004. започело се са извозом сирове нафте, што би у будућности могло донети значајно повећање националног богатства. БДП је у 2004. био 1.600 УСД по становнику, мјерено по ППП-у, с повећањем од 38% у односу на 2003.

## Становништво
Чад има преко 200 етничких група. На северу и истоку живе углавном муслимани, на југу хришћани или анимисти. Поред француског и арапског језика, говори се око 100 племенских језика у земљи.
Очекивани животни век становништва је свега 48 година. 48% становништва је писмено.